# گتسبی بزرگ (موسیقی متن)
این مقاله در مورد موسیقی متن است. برای دیدن رُمان، گتسبی بزرگ و برای دیدن فیلم گتسبی بزرگ را ببینید.
گتسبی بزرگ (انگلیسی: Great Gatsby) موسیقی متن فیلم گتسبی بزرگ در سال ۲۰۱۳ منتشر شد.
موسیقی متن فیلم که در ۷ می ۲۰۱۳ منتشر شد، در «نسخه لوکس» نیز موجود است. نسخه انحصاری تارگت همچنین دارای سه آهنگ اضافی است. موسیقی فیلم توسط جی-زی و جیمز ساموئل (با نام هنری بولیتز) تولید شده‌است.
آهنگ توسط جوان و زیبا (ترانه لانا دل ری) و کارگردان فیلم، باز لورمن نوشته شده بود، به عنوان تک آهنگ برای رادیو موفق معاصر منتشر شد و به عنوان تک آهنگ باز (فیلم) استفاده شد. قطعه ای از آهنگ در تریلر رسمی فیلم استفاده شد و در صحنه ای پخش شد، که در آن شخصیت‌های لئوناردو دی کاپریو و کری مولیگان احساسات عاشقانه خود را نسبت به یکدیگر ابراز می‌کنند.
مجله موسیقی هیپ هاپ رَپ‌آپ این تک‌آهنگ را «هَنگ‌اَنگیز» نامید، در حالی که ام‌تی‌وی آن را «صدایی غم‌انگیز» نامید. آهنگ اجرا شده توسط فلورانس و ماشین، «بیش از عشق»، به نماد «نور سبز» از رمان در اشعار آن اشاره دارد. کریس پین از بیلبورد (مجله) کاور بیانسه و آندره ۳۰۰۰ از "بازگشت به سیاهی (ترانه ایمی واینهاوس)" را ستایش کرد، که با داون‌تمپو موسیقی رقص الکترونیک منحصر به فرد ساخته شد. گروه «ایکس‌ایکس» آهنگ را برای این فیلم ضبط کرد؛ و جیمی اسمیت (معروف به جیمی ایکس‌ایکس) به ام‌تی‌ویV گفت که سهم گروه در موسیقی متن «ناامیدانه» به نظر می‌رسد، و نشان داد که از یک ارکستر ۶۰ قطعه ای استفاده می‌کند.
باز لورمن با صحبت از اهداف خود برای پس‌زمینه موسیقی فیلم، تمایل خود را برای آمیختن موسیقی عصر جاز، مرتبط با صحنه داستان ۱۹۲۲، با یک چرخش مدرن ابراز کرد (نکته: همانند کاری که در طراحی لباس اجرا نمودند). بسیار شبیه پیچش‌های مدرن او در فیلم‌های مولن روژ! و رومئو + ژولیت، باز لورمن از موسیقی فیلم نه به عنوان پس‌زمینه، بلکه به‌طور برجسته در پیش‌زمینه استفاده کرد؛ که شخصیتی خاص به فیلم داد.
اولین تریلر برای گتسبی بزرگ در ۲۲ می ۲۰۱۲ تقریباً یک سال قبل از انتشار فیلم منتشر شد. آهنگ‌هایی که در تریلرهای مختلف نمایش داده می‌شوند عبارتند از: «هیچ کلیسایی در طبیعت وجود ندارد» توسط جی-زی و کانیه اومری وست. یک جلد از یوتو "عشق کور است" توسط جک وایت اجرا شد. جلدی از "شاد با هم (آهنگ)" از "لاک‌پشت‌هاً توسط فیلتر (گروه موزیک). کاور آهنگ بازگشت به سیاهی (ترانه ایمی واینهاوس) که توسط بیانسه و آندره ۳۰۰۰ اجرا شد. "جوان و زیبا (ترانه لانا دل ری)" و دو آهنگ "سرودهای اتاق خواب" و "بیش از عشق" که توسط فلورانس و ماشین اجرا شد.